# Новицький Святослав Олександрович
Нови́цький Святосла́в (англ. Slawko Novytsky; нар. 19 жовтня 1934, Торчин, Волинське воєводство, Польща, тепер Волинська область, Україна — †28 листопада, 2019, Міннеаполіс, Міннесота, США) — американський актор, режисер українського походження, автор кінофільмів на історичні, художні та релігійні теми.

## Біографічні відомості
Народився в сім'ї священика. 1940 року разом із родиною емігрував на Захід — до Австрії, а згодом до Німеччини й Франції. Від 1950 року проживав у Канаді. Закінчив у 1958 в Пасадені Каліфорнійський коледж театрального мистецтва «Pasadena Playhouse»; у 1964 здобув ступінь магістра гуманітарних наук у відділі кінематографії нью-йоркського Колумбійського університету.
Знімався у фільмах: «Через річку», «Закривавлена зграя» та ін. Режисер ряду документальних стрічок у США, Канаді: «Шевченко у Вашингтоні» (1964 у співавторстві з Юрієм Тамарським), «Щоб дзвони дзвонили» (1972), «Безсмертний образ» (1979), «За стерном долі» (1982), «Жнива розпачу» (1984), «Між Гітлером і Сталіним: Україна у Другій світовій війні. — Замовчування історії» (2001).
З 1993-го року працює в Українській службі «Голосу Америки» як продюсер, диктор і репортер; його голос можна нині почути в репортажах щоденної телепрограми «Час-Time».
Пішов з життя Святослав Новицький 28 листопада 2019 року у місті Міннеаполіс. Похорони відбулися 10 грудня о 10:00 при українській православній парафії Св. Катерини в Арден Гіллз.